# Австрийска държавна награда за културна публицистика
„Австрийската държавна награда за културна публицистика“ (на немски: Österreichischer Staatspreis für Kulturpublizistik) е литературно отличие, присъждано на всеки две години след 1979 г. от република Австрия за изтъкнати постижения в областта на европейската културна публицистика.
Наградата е в размер на 10 000 €.

## Носители на наградата (подбор)
- 1982: Волфганг Краус
- 1990: Валтер Йенс
- 1994: Карл-Маркус Гаус, Алфред Колерич
- 1998: Роберт Менасе
- 2018: Мартин Полак